# Wilhelm Nusselt
Wilhelm Nusselt (Nuremberg, 25 de novembro de 1882 — Munique, 1 de setembro de 1957) foi um físico e professor alemão.
Foi professor da Universidade de Karlsruhe, de 1920 a 1925.
Em 1925 foi denominado professor da Universidade Técnica de Munique, onde permaneceu até a aposentadoria, em 1951. De suas várias publicações sobre transferência de calor resultou o número adimensional denominado em sua homenagem, o número de Nusselt.

## Condecorações
- Medalha Carl Friedrich Gauss
- Medalha Grashof.